# Редстоун (ракеты)

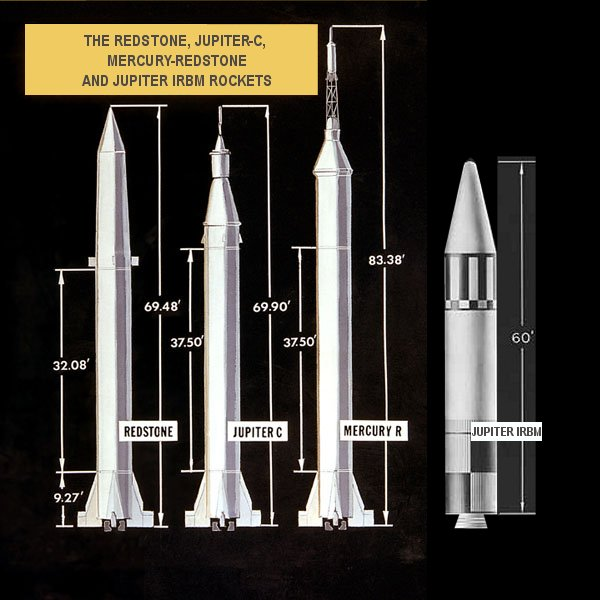
Сравнение ракет Редстоун, Юпитер-С, Меркурий-Редстоун и Юпитер

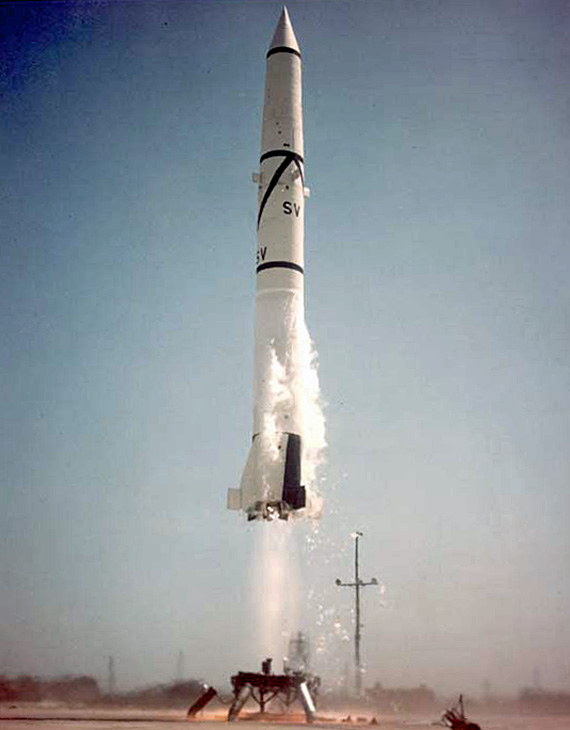
старт Редстоун

 Редстоун (англ. Redstone; < red — красный + stone — камень) — семейство американских ракет состоящее из боевых баллистических ракет, ракет-носителей и геофизических ракет. Боевая баллистическая ракета оперативно-тактического назначения PGM-11 Redstone — первый представитель семейства, является базовой для всех остальных вариантов исполнения. Разработка велась ABMA (Army Ballistic Missile Agency — Агентство по баллистическим ракетам Армии США).

## PGM-11 Redstone
Создана корпорацией «Крайслер», которая воплотила в металле систему, разработанную под руководством бригадного генерала Т. Винсента командой В. фон Брауна в конце 1940-х годов в США. Является прямым развитием немецкой ракеты Фау-2.
Ракета совершила первый полёт 20 августа 1953 года. Находилась на вооружении армии США с 1958 по 1964 год. Была оснащена термоядерной отделяющейся головной частью. Максимальная дальность — 600 км. Ракета запускалась с мобильного комплекса, который включал до десятка грузовых автомобилей, включая заправщики жидкого кислорода и горючего.

## Юпитер-А
Юпитер-А была первой модификацией Redstone и использовалась для отработки некоторых компонентов, применённых позднее в БРСД PGM-19 Jupiter. Несмотря на то, что Юпитер-А вполне корректно могла быть классифицирована как ракета типа Redstone, ABMA предпочла дать ракете наименование, более тесно ассоциировавшееся с программой разработки ракеты Юпитер (Jupiter). Ввиду того, что разработка БРСД была отнесена Президентом Д. Эйзенхауэром в декабре 1955 года к программам имевшим наивысший приоритет, и учитывая многочисленные трудности возникшие у ВВС США в тот период с разработкой БРСД PGM-17 Thor, наименование Юпитер-А более точно отражало назначение ракеты и гарантировало получение более высокого приоритета, чем могла бы получить Redstone.
Пуски Юпитера-А были начаты в сентябре 1955 года со стартовых площадок Атлантического Ракетного Испытательного Полигона (англ. Atlantic Missile Range). Эти пуски, помимо проверки основных конструктивных решений и отработки системы управления и двигателей, решали задачу получения ценной информации о реальных характеристиках Редстоуна, которые на тот момент времени находились в разработке и ещё не были развёрнуты.

## Юпитер-С
Юпитер-С — форсированный трёхступенчатый вариант PGM-11 Redstone использовавшийся в трёх суборбитальных пусках в 1956 и 1957 годах. Предназначался для испытания теплозащиты боеголовок, позднее установленных на PGM-19 Jupiter.

## Юнона-1
Юнона-1 (Juno I) четырёхступенчатая модификация ракеты Юпитер-С, использованная для запуска первого американского ИСЗ Эксплорер-1 (англ. Explorer-1) 1 февраля 1958 года, после неудачной попытки запуска спутника по программе «Авангард» 6 декабря 1957 года, одноимённой ракетой-носителем.

## Меркурий-Редстоун
В ракете Mercury-Redstone (Меркурий-Рэдстоун) была использована удлинённая конфигурация от ракеты «Юпитер-С». Данные РН были использованы в шести суборбитальных пусках по программе Меркурий, включая первый американский пилотируемый космический полёт — Меркурий-Редстоун-3:
- Меркурий-Редстоун-1 — Первая попытка запуска по суборбитальной траектории корабля Меркурий окончившаяся неудачей (т. н. «четырёхдюймовый полёт»)
- Меркурий-Редстоун-1A — Успешный беспилотный запуск с целью сертификации корабля для космического полёта и ряда систем для предстоящего суборбитального пуска шимпанзе.
- Меркурий-Редстоун-2 — Запуск шимпанзе Хэм по суборбитальной траектории 31 января 1961 года
- Меркурий-Редстоун-BD (Booster Development, рус. разработка ускорителей) — финальное испытание с габаритно-весовым макетом корабля перед пилотируемым полётом, имел целью проверку эффективности доработок внесённых после проблем выявленных во время запуска шимпанзе в предыдущем полёте
- Меркурий-Редстоун-3 (Freedom 7) — Первый астронавт США в космосе — Алан Шепард
- Меркурий-Редстоун-4 (Liberty Bell 7) — Второй (и последний) суборбитальный полёт по программе «Меркюри-Рэдстоун», астронавт Вирджил Гриссом

## Сатурн
Несколько ранних представителей семейства РН Сатурн, включая Сатурн-1, -1Б и -5, разрабатывались на базе Редстоун. Для первой ступени были использованы топливные баки ракет Редстоун и Юпитер и восемь двигателей Юпитера. РН Сатурн, первоначально разрабатываемая ABMA Сухопутных войск США, позднее была использована NASA. Она была первой тяжёлой американской РН, первый запуск которой состоялся в 1961 году.

## Спарта

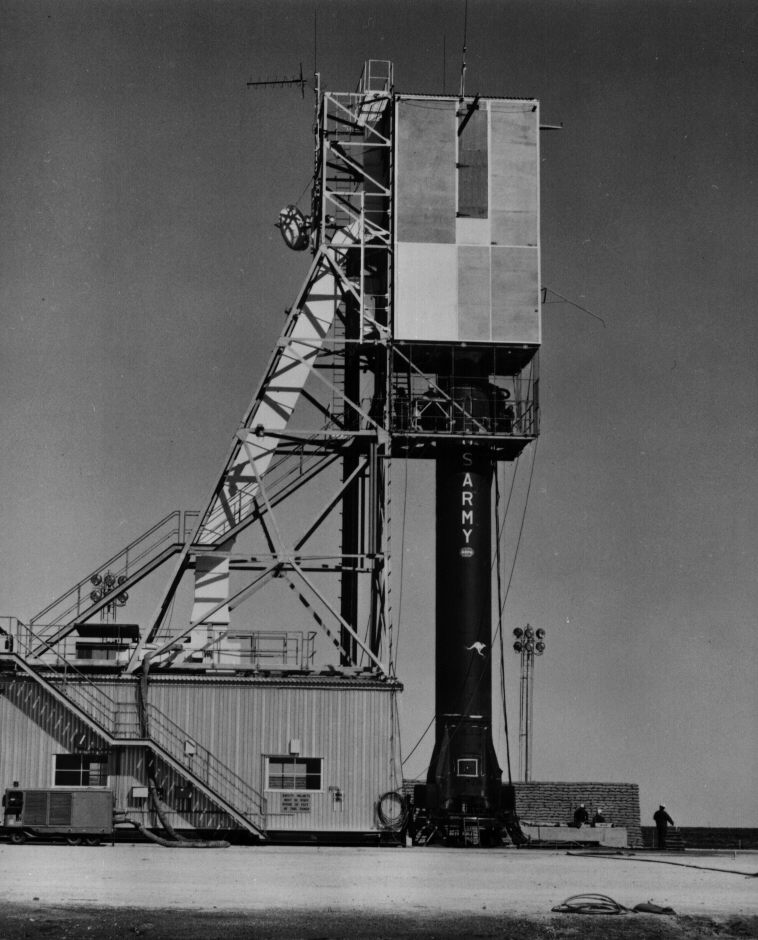
Ракета Redstone Sparta во время подготовки к запуску с космодрома Вумера

РН использовавшая Редстоун (предоставлены американской стороной) в качестве первой ступени. Совершено 10 пусков с космодрома Вумера в Австралии, в том числе, 29 ноября 1967 года запущен первый австралийский спутник WRESAT.